# Alfa.lt
Alfa.lt – litewski portal internetowy o charakterze informacyjnym, jeden z głównych tego typu serwisów w kraju. Został uruchomiony w 2006 roku. 
Pierwotnie należał do koncernu MG Baltic. W czerwcu 2018 r. Ovidijus Lukošius przejął kontrolę nad alfa.lt od Nerijausa Gasparavičiusa, który nabył portal od MG Baltic za nieujawnioną kwotę na początku października 2017 r. Portal stał się częścią spółki Naujienų centras.
W ciągu miesiąca portal odnotowuje ponad milion wizyt. W grudniu 2020 r. portal był 345. witryną w kraju pod względem popularności (według danych Alexa Internet).